# Tunelul Timpului
Tunelul Timpului (cu titlul original The Time Tunnel) este o serie știintifico-fantastică TV realizată de către Irwin Allen și difuzată între anii 1966-1967 în Statele Unite și la începutul anilor '70 în România (pe TVR). Este bazat pe filmul The Time Travelers din 1964.

## Sinopsis
Guvernul american a inițiat un proiect secret numit Proiectul Tic-Toc cu scopul de a realiza o mașină care să permită călătoria în timp. În 1968, la aproximativ 10 ani de la începerea proiectului, senatorul Leroy Clark se opune continuării acestuia considerând că efortul financiar este excesiv față de beneficiile pe care le aduce. Anthony Newman, unul dintre oamenii de știință participanți la acest proiect, se proiectează în trecut cu ajutorul mașinii pentru a demonstra senatorului că mașina funcționează. Un alt om de știință, Douglas Phillips, este trimis să-l recupereze însă imperfecțiunile mașinii fac dificilă recuperarea lor, trimițându-i, în fiecare episod, într-o altă epocă istorică.

## Lista episoadelor
Seria cuprinde 30 de episoade de câte 52 de minute fiecare.
| № episodului | Titlul original                | Titlul în limba română        | Data primei difuzari | Data acțiunii episodului            | Locul acțiunii episodului                                                 | Evenimentul istoric asociat |
| ------------ | ------------------------------ | ----------------------------- | -------------------- | ----------------------------------- | ------------------------------------------------------------------------- | --- |
| 1            | Rendezvous With Yesterday      | Întâlnirea cu ziua de ieri    | 9 septembrie 1966    | 14 aprilie 1912                     | RMS Titanic                                                               | Scufundarea Titanicului |
| 2            | One Way To The Moon            | Un singur drum către Lună     | 16 septembrie 1966   | 1978                                | Nava spațială a primei misiuni cu echipaj uman spre Marte                 | Acțiune imaginară în viitor |
| 3            | End Of The World               | Sfârșitul lumii               | 23 septembrie 1966   | 21 mai 1910                         | Un orășel minier în SUA                                                   | Apariția Cometei Halley în 1910 |
| 4            | The Day The Sky Fell In        | Ziua în care s-a surpat cerul | 30 septembrie 1966   | 6 decembrie 1941                    | Honolulu, Hawaii                                                          | Atacul de la Pearl Harbor |
| 5            | The Last Patrol                | Ultima patrulă                | 7 octombrie 1966     | 6 ianuarie 1815                     | Lângă New Orleans, Louisiana                                              | Bătălia de la New Orleans din Războiul din 1812                                                                                                  |
| 6            | Crack Of Doom                  | Fisura destinului             | 14 octombrie 1966    | 27 august 1883                      | Insula Krakatoa                                                           | Erupția din 1883 a vulcanului Krakatoa |
| 7            | Revenge Of The Gods            | Răzbunarea zeilor             | 21 octombrie 1966    | 23 aprilie 1184 BC                  | În apropiere de Troia în Anatolia                                         | Sfârșitul Războiului troian |
| 8            | Massacre                       | Masacrul                      | 28 octombrie 1966    | 24-25 iunie 1876                    | Comitatul Big Horn, Montana                                               | Bătălia de la Little Bighorn |
| 9            | Devil's Island                 | Insula diavolului             | 11 noiembrie 1966    | 14 martie 1895                      | Insula Diavolului din largul Guyanei Franceze                             | Afacerea Dreyfus |
| 10           | Reign Of Terror                | Domnia terorii                | 18 noiembrie 1966    | 8 octombrie 1793                    | Paris                                                                     | Teroarea Iacobină din timpul Revoluției franceze                                                                                                 |
| 11           | Secret Weapon                  | Arma secretă                  | 25 noiembrie 1966    | 16 iunie 1956                       | Europa de sud-est                                                         | Spionaj contra URSS, acțiune fără legătură cu un eveniment istoric                                                                               |
| 12           | The Death Trap                 | Capcană mortală               | 2 decembrie 1966     | 21 februarie 1861                   | Baltimore, Maryland                                                       | Acțiune imaginară în care partizanii aboliționistului John Brown plănuiesc asasinarea lui Abraham Lincoln pentru a evita Războiul Civil American |
| 13           | The Alamo                      | Alamo                         | 9 decembrie 1966     | 6 martie 1836                       | Misiunea Alamo din San Antonio                                            | Bătălia de la Alamo din timpul Revoluției Texane                                                                                                 |
| 14           | The Night Of The Long Knives   | Noaptea cuțitelor lungi       | 16 decembrie 1966    | jumătatea lunii mai 1886            | Deșertul Tharr din India                                                  | Luptele dintre trupele Imperiului Britanic și rebelii afgani; întâlnire cu Rudyard Kipling                                                       |
| 15           | Invasion                       | Invazia                       | 23 decembrie 1966    | 4 iunie 1944                        | Cherbourg, Franța                                                         | Debarcarea din Normandia |
| 16           | The Revenge Of Robin Hood      | Revanșa lui Robin Hood        | 30 decembrie 1966    | 14 iunie 1215                       | Castelui regelui Ioan al Angliei                                          | Rolul imaginar jucat de Robin Hood în adoptarea Magna Charta Libertatum                                                                          |
| 17           | Kill Two By Two                | Uciși doi câte doi            | 6 ianuarie 1967      | 17 februarie 1945                   | Insula Minami Iwo din grupul de insule Bonin                              | Bătălia de la Iwo Jima din cadrul Războiului din Pacific                                                                                         |
| 18           | Visitors From Beyond The Stars | Oaspeți de dincolo de stele   | 13 ianuarie 1967     | 1885                                | Navă spațială extraterestră în Arizona                                    | Acțiune imaginară fără legătură cu un eveniment istoric                                                                                          |
| 19           | The Ghost Of Nero              | Fantoma lui Nero              | 20 ianuarie 1967     | 23 octombrie 1915                   | Villa Galba din Munții Alpi, nordul Italiei                               | Acțiune imaginară implicându-l pe Benito Mussolini pe fondul Campaniei italiene din Primul Război Mondial                                        |
| 20           | The Walls Of Jericho           | Zidurile Ierihonului          | 27 ianuarie 1967     | 1550 îen                            | În apropiere de Ierihon în Israel                                         | Distrugere orașului Ierihon de către Iosua, episod biblic relatat în Cartea lui Iosua                                                            |
| 21           | Idol Of Death                  | Idolul morții                 | 3 februarie 1967     | 12 octombrie 1519                   | Lângă Veracruz, Mexic                                                     | Cucerirea spaniolă a imperiului Aztec sub conducerea lui Hernando Cortes                                                                         |
| 22           | Billy The Kid                  | Billy The Kid                 | 10 februarie 1967    | 23 aprilie 1881                     | Lincoln, New Mexico                                                       | Billy the Kid |
| 23           | Pirates Of Deadman's Island    | Pirații din Insula mortului   | 17 februarie 1967    | 9 aprilie 1805                      | În largul coastei berbere a Africii de Nord                               | Primul Război Berber (Războiul Tripolitan) dintre forțele navale americane conduse de Comandorul Stephen Decatur și pirații berberi              |
| 24           | Chase Through Time             | Vânătoare în timp             | 24 februarie 1967    | 1547, 1.000.000 îen și 1.000.000 en | Marele Canion, o societate totalitară în viitor și pădurea din Pleistocen | Acțiune imaginară în trecut și viitor fără legătură cu un eveniment istoric                                                                      |
| 25           | The Death Merchant             | Negustorul morții             | 3 martie 1967        | 2 iulie 1863                        | Comitatul Adams, Pennsylvania                                             | Bătălia de la Gettysburg din Războiul Civil American                                                                                             |
| 26           | Attack Of The Barbarians       | Atacul barbarilor             | 10 martie 1967       | 1287                                | Asia de est                                                               | Confruntarea dintre Batu Han, întemeietorul Hoardei de Aur, și Kubilai han, pe fondul călătoriei lui Marco Polo                                  |
| 27           | Merlin The Magician            | Magicianul Merlin             | 17 martie 1967       | 544                                 | Cornwall, England                                                         | Acțiune inspirată din legenda Regelui Artur |
| 28           | The Kidnappers                 | Răpitorii                     | 24 martie 1967       | 8433                                | Planetă din sistemul solar Canopus                                        | Acțiune imaginară în viitor |
| 29           | Raiders From Outer Space       | Jefuitorii din spațiu         | 31 martie 1967       | 2 noiembrie 1883                    | În apropiere de Khartoum, Sudan                                           | Asediul Khartoumului⁠(en)[traduceți] |
| 30           | Town Of Terror                 | Orașul terorii                | 7 aprilie 1967       | 10 septembrie 1978                  | Cliffport, oraș imaginar din Maine                                        | Acțiune imaginară în viitor |